# Demydiv
 (juin 2022).
Demydiv (en ukrainien : Демидів) est un village situé dans le raïon de Vychhorod, lui-même situé dans l’oblast de Kiev en Ukraine.

## Géographie

### Hydrographie
Demydiv est situé sur la rive de la rivière Irpine, au nord de Kiev.
Jusqu'à la construction du réservoir de Kiev en 1960, la région est marécageuse.

## Historique

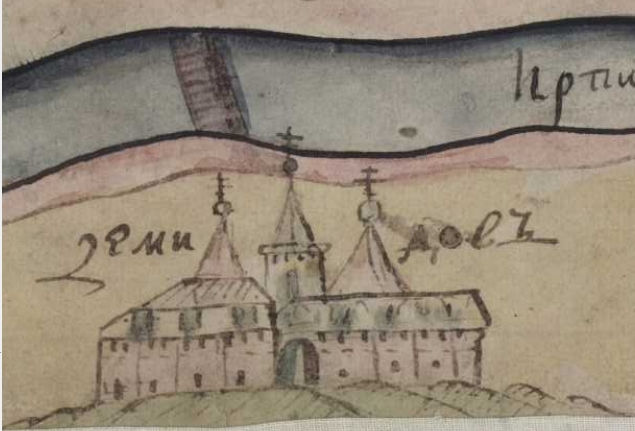
Demydiv représenté sur une carte du XVIIIe siècle.

Dans les premières heures de l’invasion de l’Ukraine par la Russie en 2022, Demydiv devient pour l’armée russe un point stratégique en vue de la prise de Kiev. Afin d’endiguer l’avancée russe, les autorités ukrainiennes ouvrent un barrage situé en amont sur l’Irpine, faisant s’élever le niveau de la rivière de plusieurs dizaines de centimètres, de sorte à rendre impossible toute traversée sur un ponton. Puis, le 27 février, le niveau du cours d’eau s’élève à nouveau — cette fois de plusieurs mètres — lorsque le barrage est détruit par des Ukrainiens appliquant la tactique militaire de la terre brûlée. Les inondations dues à la crue de la rivière sinistrent Demydiv. Après deux semaines d’occupation, immobilisées devant l’Irpine, les troupes russes quittent le village, la traversée de la rivière pour Kiev leur étant impossible,.

## Lieux d'intérêt

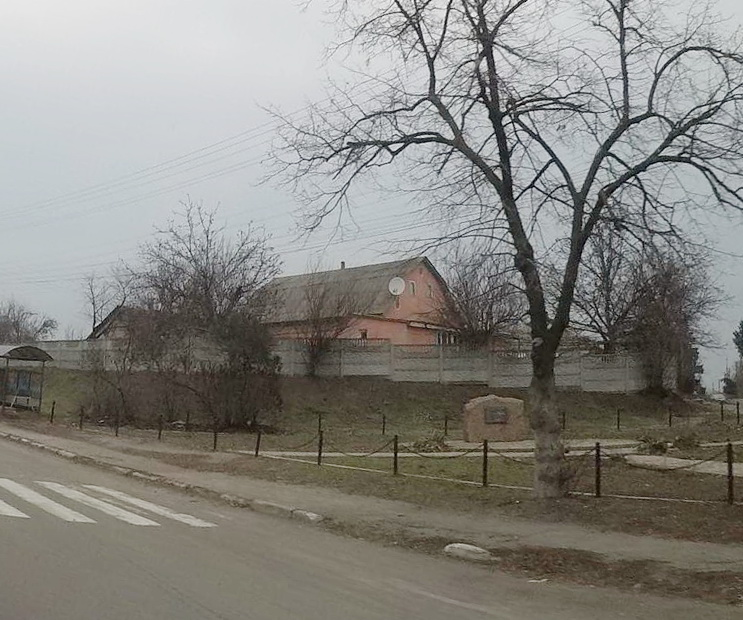
Mémorial aux victimes de l'Holodomor, classé[5].
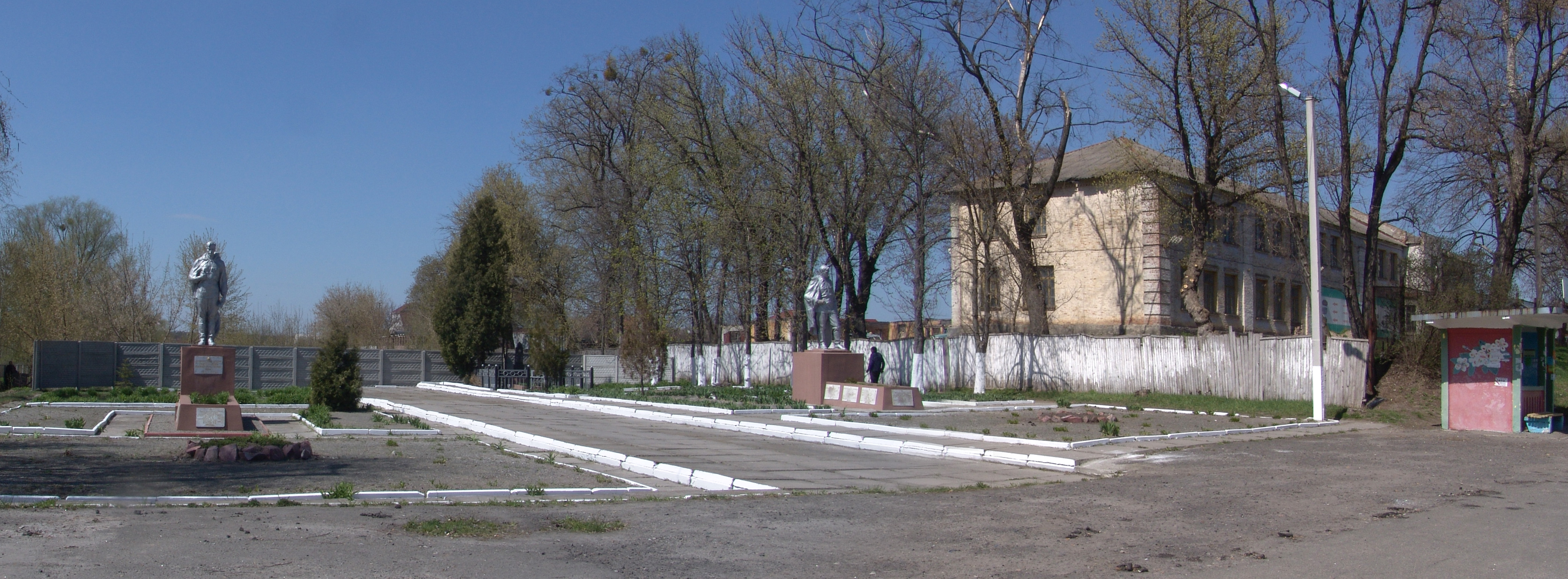
Deux monuments aux morts de la Seconde Guerre mondiale, classés[6].
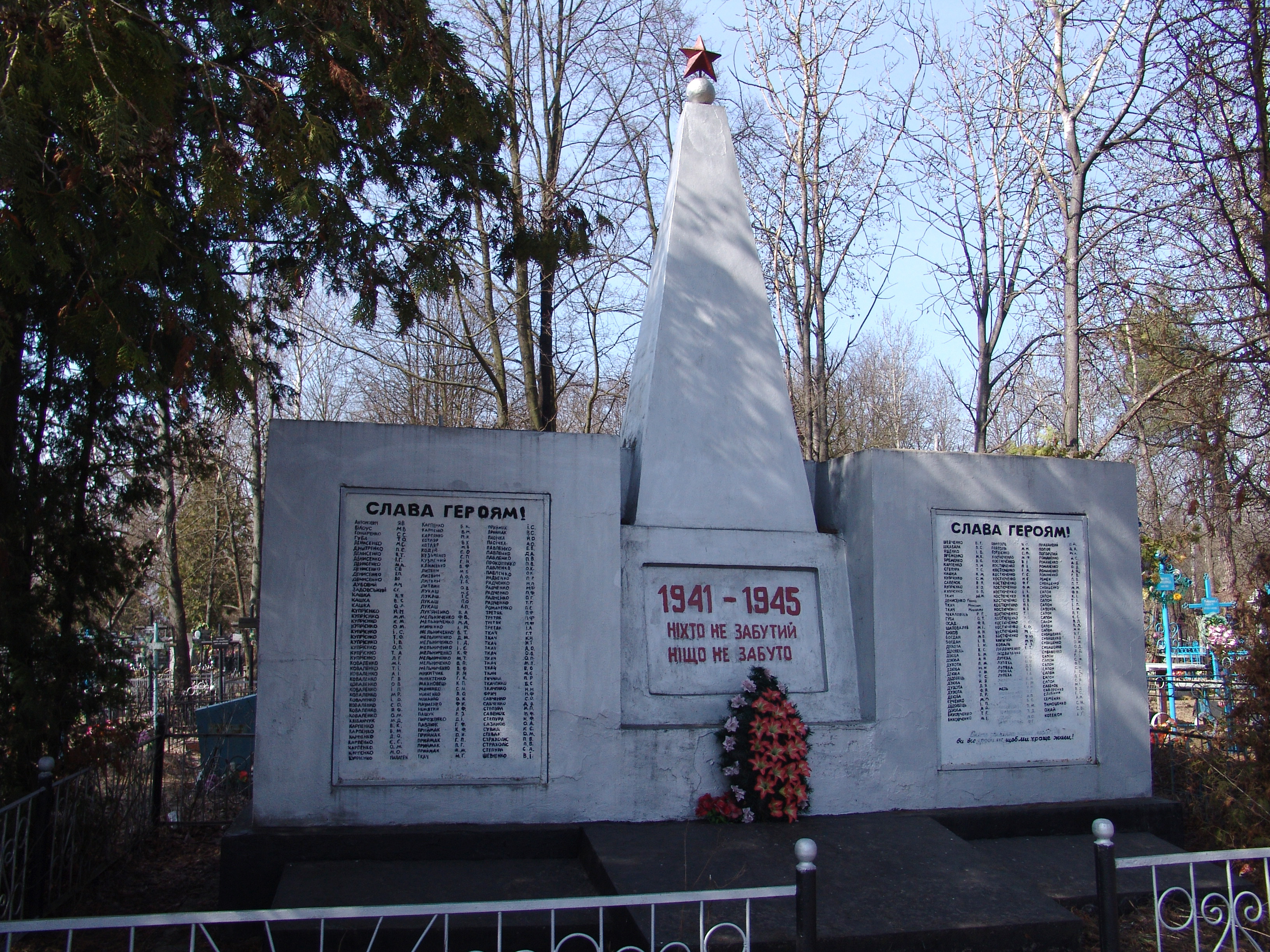
Autre monument aux morts de la Seconde Guerre mondiale, classé[7].